# 빌헬름 불
빌헬름 불(덴마크어: Vilhelm Buhl, 1881년 10월 16일~1954년 12월 18일)은 덴마크의 정치인이다. 소속 정당은 사회민주당이다.
1942년 5월 4일부터 1942년 11월 9일까지, 1945년 5월 5일부터 1945년 11월 7일까지 31대, 33대 덴마크의 총리를 역임했으며 1937년 7월 20일부터 1942년 7월 16일까지 덴마크 재무부 장관, 1945년 5월 5일부터 1945년 5월 7일까지 덴마크 외무부 장관, 1950년 2월 25일부터 1950년 3월 4일까지 덴마크 법무부 장관을 역임했다.